# 에티엔 베주
에티엔 베주(프랑스어: Étienne Bézout, 1730 – 1783)는 프랑스의 수학자다.

## 생애
1730년에 공무원이었던 아버지 피에르 베주(Pierre Bézout)와 어머니 엘렌잔 필즈(프랑스어: Hélène-Jeanne Filz)에게 태어났다.
1764년에는 한 논문에서 행렬식을 사용하였다. 1779년에 《대수방정식론》(프랑스어: Théorie générale des équations algébriques)을 출판하였고, 여기서 베주 정리를 언급하였다.
18세기의 여러 대수학자들은 연립{\displaystyle n}차방정식을 풀기위해 근과 계수와의 관계를 다루었는데, 대표적으로 오일러(1748)와 베주(베조,1764)가 있다.

특히 베조는 두 개의 이변수 방정식으로부터 종결식을 생성해 낸 오일러의 방법을 기반으로, 행렬을 체계화하여 사용하는{\displaystyle n}변수 {\displaystyle n}개 연립방정식으로부터 하나의 변수를 갖는 하나의 방정식을 찾아내는 연구를 했는데, {\displaystyle n}개 미지수를 갖는 {\displaystyle n}개 방정식으로 구성된 연립방정식의 종결식으로 확장시켰다.
종결식이라는 이름은 베조가 최초로 사용하였지만 오일러와 베조 모두는 종결식을 연립일차방정식의 행렬식으로 표현할 수 있는 아이디어를 가지고 있었다
또한 이러한 연립방정식 풀이에서 행렬을 사용하는 중요한 아이디어로 인해, 1853년에 실베스터는 연립방정식의 계수 행렬식을 Bezoutiant라고 불렀다.
그 후 종결식은 제임스 조지프 실베스터에 의해 두 방정식의 계수들로 이루어진 행렬식으로 아름답게 표현되었다 (1843).

## 업적
- 베주 정리
- 베주 항등식
- 베주 정역

## 같이 보기
- 다항식의 나머지 정리
- 베주 정리
- 베주 항등식
- 베주 정역